# Matt Palmieri
Matt Palmieri (* 7. März 1960 in Santa Monica, Kalifornien) ist ein US-amerikanischer Filmproduzent, Filmregisseur und Drehbuchautor, der 1993 für einen Oscar nominiert war.

## Biografie
Palmieri besuchte die Phillips Academy in Andover in Massachusetts sowie die Stanford University und die Harvard Business School. Seine Karriere in der Unterhaltungsbranche startete er bei MGM, wo er an der Entwicklung und Produktion diverser Filme beteiligt war. Nachdem Palmieri MGM verlassen hatte, drehte er den Kurzfilm Cruise Control, den er auch selbst produzierte. Mit und für diesen Film erhielt er eine Oscarnominierung in der Kategorie „Bester Kurzfilm“. Zudem war er für sein Werk für einen Gold Hugo nominiert und wurde mit dem Certificate of Merit beim Chicago International Film Festival ausgezeichnet. Der Oscar ging jedoch an Sam Karmann und dessen Film Omnibus. Darin geht es um einen Mann und dessen Probleme, seine Arbeitsstelle rechtzeitig zu erreichen, da alles andere weitreichende Konsequenzen nach sich ziehen würde.
Für das 2000 veröffentlichte Filmdrama Sand schrieb Palmieri das Drehbuch und führte Regie. Darin geht es um einen jungen Mann, der nach dem Tod seiner Mutter mit seiner Vergangenheit hadert. Vor allem von seinen beiden gewalttätigen Halbbrüdern versucht er sich zu distanzieren. Für den mehrfach ausgezeichneten Dokumentarfilm Darfur Now aus dem Jahr 2007 war Palmieri als Ausführender Produzent im Produktionsteam. Der Film thematisiert den Konflikt im Süden Darfurs und die daraus resultierenden Menschenrechtsverletzungen. Auch bei dem 2011 veröffentlichten Drama-Thriller Martha Marcy May Marlene war Palmieri wieder als Ausführender Produzent dabei. Der vielfach ausgezeichnete Film mit Elizabeth Olsen in der Titelrolle zeigt die Flucht Marthas aus einer sektenähnlichen Kommune. Mit der Flucht ist jedoch lange nicht alles vorbei, die seelischen Auswirkungen dessen, was Martha angetan wurde, bleiben ihr täglicher Begleiter. Im darauffolgenden Jahr produzierte Palmieri den dramatischen Thriller Simon Killer mit Brady Corbet in der Titelrolle. Corbet hatte auch schon im vorhergehenden Film mitgewirkt. In Simon Killer ist er ein Hochschulabsolvent, der nach einer Trennung nach Paris flieht, wo seine Bekanntschaft mit einer Prostituierten ungeahnte Auswirkungen hat.
2016 stand das Kriegsfilmdrama The Last Face auf Palmieris Arbeitsliste. In Sean Penns Drama kämpfen Javier Bardem und Charlize Theron in ihren Rollen im vom Krieg zerrütteten Liberia nicht nur gegen die Unmenschlichkeit, sondern auch für ihre Liebe. The Sleeping Negro ist ein 2021 veröffentlichtes Filmdrama um einen jungen Schwarzen, der mit einer Reihe von rassistisch motivierten Vorfällen konfrontiert wird. Palmieri produzierte den Film. Im selben Jahr war Palmieri auch Co-Produzent des Krimidramas Flag Day. Regie führte wiederum Sean Penn. Der Film hat einen Vater zum Inhalt, der ein Doppelleben führt, um für seine Tochter sorgen zu können.

## Filmografie (Auswahl)
– Produzent (wenn nicht anders angegeben) –
- 1992: Cruise Control (Kurzfilm; auch Regie)
- 2000: Sand (auch Autor und Regie)
- 2007: Darfur Now (Dokumentarfilm)
- 2011: Martha Marcy May Marlene
- 2012: Simon Killer
- 2016: The Last Face
- 2021: The Sleeping Negro
- 2021: Flag Day

## Auszeichnungen
Chicago International Film Festival 1992
- Nominierung für den Gold Hugo für und mit dem Film Cruise Control in der Kategorie „Bester Kurzfilm“
- Auszeichnung mit dem Certificate of Merit für und mit dem Film Cruise Control in der Kategorie „Bestes Kurzfilmdrama“

Academy Awards 1993
- Oscarnominierung für und mit dem Film Cruise Control in der Kategorie „Bester Kurzfilm“